# Josi Larger
Josi Larger (Canoas, 3 de junho de 1980) é uma atriz, comediante e produtora brasileira. Iniciou sua carreira como atriz em 1990 e é formada por Escola de Atores Wolf Maya, Grupo Nós do Morro e Núcleo de Profissionalização teatral Lala Schneider. Atualmente sócia-diretora da empresa Boneca de Pano Produções, coleciona inúmeros prêmios nacionais e internacionais por seus projetos de filmes e séries. Além disso, trabalha com uma carteira de clientes de pequeno, médio e grande porte no setor de produção de eventos.

## Filmografia

### Televisão
| Ano  | Título                    | Personagem                  |
| ---- | ------------------------- | --------------------------- |
| 2008 | Os Mutantes               | Mutante Vampira             |
| 2011 | Bicicleta e Melancia      | Portuguesa                  |
| 2011 | Ribeirão do Tempo         | Representante do Presidente |
| 2011 | Sensacionalista           | Empresária                  |
| 2012 | Sensacionalista           | Médica                      |
| 2012 | Origens                   | Médica                      |
| 2012 | Abduced                   | Martha                      |
| 2013 | Adorável Psicose          | Ticólatra Anônima           |
| 2013 | Zorra Total               | Paciente                    |
| 2013 | Prêmio Multishow de Humor | Jupira Sanfoneira           |
| 2013 | Salve Jorge               | Mulher Estrangeira          |
| 2018 | Apocalipse                | Mulher do Povo              |
| 2019 | A Dona do Pedaço          | Relações Públicas           |
| 2020 | Tô de Graça               |                             |
| 2021 | Gênesis                   |                             |

### Cinema
| Ano  | Título                | Personagem             |
| ---- | --------------------- | ---------------------- |
| 2005 | O Diário              | Prostituta             |
| 2006 | O Antiquário          | Traficante             |
| 2007 | Dinheiro Na Cueca     | Recepcionista de Hotel |
| 2008 | O Engano              | Caixa do Banco         |
| 2008 | Bar AKA               | Sub 1                  |
| 2008 | Corda Bamba           |                        |
| 2008 | Bloqueado             |                        |
| 2008 | Eu Sou Você           |                        |
| 2008 | Cara e Coroa          | Delegada               |
| 2017 | A Última Chance       | Jornalista             |
| 2019 | Por Detrás das Lentes | Josiane                |
| 2020 | A Quarentona          | Beatriz                |
| 2021 | Desconstruindo Maria  | Deborah                |

### Internet
| Ano  | Título            | Personagem         |
| ---- | ----------------- | ------------------ |
| 2014 | Mute              | Várias Personagens |
| 2017 | Panela de Pressão | Várias Personagens |
| 2019 | Caixa Preta       | Várias Personagens |
| 2022 | Última Palavra    | Maria Leopoldina   |

### Teatro
| Ano  | Título                       | Personagem |
| ---- | ---------------------------- | ---------- |
| 2007 | Colônia Cecília              |            |
| 2007 | Médico À Força               |            |
| 2007 | Fantasma Da Ópera, A Comédia |            |
| 2007 | A Cafetina                   |            |
| 2007 | Lisístrata                   |            |
| 2007 | As Nuvens                    |            |
| 2007 | De Cara Na Rua               |            |
| 2011 | A Vida Após O Casamento      |            |
| 2012 | Um Triângulo Quase Amoroso   |            |
| 2012 | Showria                      |            |
| 2014 | Os Caras de Palco            |            |
| 2015 | O Beijo no Asfalto           |            |
| 2016 | Turno da Noite               |            |

## Produção

### Televisão
| Ano  | Título        |
| ---- | ------------- |
| 2020 | Ariel         |
| 2022 | Na Minha Pele |
| 2023 | O Hostel      |
| 2023 | Gold Star     |

### Cinema
| Ano  | Título                |
| ---- | --------------------- |
| 2019 | A Dor Que Não Se Vê   |
| 2019 | Por Detrás das Lentes |
| 2020 | A Quarentona          |
| 2021 | Desconstruindo Maria  |
| 2023 | A Esposa Desaparecida |
| 2023 | A Grande Renúncia     |

### Internet
| Ano  | Título            |
| ---- | ----------------- |
| 2014 | Mute              |
| 2017 | Panela de Pressão |
| 2019 | Caixa Preta       |
| 2022 | Última Palavra    |